# Actaecia nasuta
Actaecia nasuta är en kräftdjursart som beskrevs av Lewis och Green 1994. Actaecia nasuta ingår i släktet Actaecia och familjen Actaeciidae. Inga underarter finns listade i Catalogue of Life.